# Christian Andersen (cykling)
 Der er flere personer med dette navn, se Christian Andersen.
Christian Andersen (født 18. juni 1967 i Fjends) er en tidligere dansk cykelrytter, og siden 2020 været sportsdirektør for cykelholdet Uno-X Mobility.
Han sluttede den aktive karriere på Team Memory Card Jack & Jones og blev kort tid efter ansat af Bjarne Riis som sportsdirektør for Team CSC. Her virkede han i fire år, indtil han tog turen til det engelske hold Barloworld, hvor han i to sæsoner var sportsdirektør.
Den 1. januar 2007 begyndte han på det danske hold Team Designa Køkken som sportsdirektør. Året efter blev han manager for holdet og senere sportslig ansvarlig. I januar 2010 stoppede han hos cykelholdet og fik et civilt job.
Christian Andersen blev 7. februar 2012 ansat som direktør i fodboldklubben Skive IK.